# Marc-André Hamelin
Pour les articles homonymes, voir Hamelin.
Marc-André Hamelin, né le 5 septembre 1961 à Montréal, est un pianiste classique et un compositeur québécois. 

## Études
Marc-André Hamelin commence l’étude du piano à l'âge de cinq ans avec son père, pianiste amateur de talent, qui lui révèle le grand répertoire pianistique et aussi des compositeurs aussi originaux que peu connus comme Charles-Valentin Alkan, Leopold Godowsky et Kaikhosru Shapurji Sorabji.
Il poursuit ses études musicales à l’école de musique Vincent d’Indy (Outremont) avec Yvonne Hubert pour le piano.
Il se perfectionne ensuite à l'université Temple de Philadelphie, aux États-Unis, avec Harvey D. Wedeen et Russell Sherman. Il y obtient une maîtrise en 1985.

## Carrière
Sa carrière démarre en 1985 alors qu’il remporte brillamment le premier prix de la Carnegie Hall International Competition for American Music. 
Comme pianiste soliste, chambriste, soliste avec orchestre, il mène depuis une carrière très active qui l’amène un peu partout au Canada, aux États-Unis, en Europe et au Japon.
Il est mondialement reconnu pour sa virtuosité phénoménale et son immense répertoire qui va des classiques (Haydn, Mozart) et romantiques (Liszt, Chopin, Schumann, Brahms) aux impressionnistes (Debussy, Fauré, Albéniz). Mais il porte aussi un intérêt particulier aux compositeurs moins connus, souvent réputés injouables, comme Max Reger, Leo Ornstein, Nikolaï Roslavets, Gueorgui Catoire, Leopold Godowsky, Ferruccio Busoni, Charles-Valentin Alkan, Kaikhosru Shapurji Sorabji, Nikolaï Kapoustine, Nikolaï Medtner, Charles Ives, Heitor Villa-Lobos, William Bolcom et Frederic Rzewski.
Il réside actuellement à Boston avec sa seconde épouse, Cathy Fuller.

## Compositions publiées
- 12 Études in All the Minor Keys, pour piano, C. F. Peters : No. 1 in A Minor Triple Etude (after Chopin); No. 2 in E Minor Coma Berenices; No. 3 in B Minor after Paganini-Liszt; No. 4 in C Minor Étude à mouvement perpétuellement semblable (after Alkan); No. 5 in G Minor Toccata grottesca; No. 6 in D Minor Esercizio per Pianoforte (Omaggio a Domenico Scarlatti); No. 7 in E Minor after Tchaikovsky (for the left hand alone); No. 8 in B-flat Minor Erlkönig (after Goethe); No. 9 in F Minor after Rossini; No. 10 in F-sharp Minor after Chopin; No. 11 in C-sharp Minor Minuetto; No. 12 in A-flat Minor Prelude and Fugue (2009).
- Con Intimissimo Sentimento, 7 pièces pour piano, Ongaku no Tomo Sha Corp. : 1. ländler I ; 2. ländler II ; 3. ländler III ; 4. album leaf ; 5. music box ; 6. after Pergolesi ; 7. berceuse (in tempore belli) (2000).
- Tico-Tico no Fubá de Zequinha de Abreu, arrangé pour piano, Schott Music.
- Fanfares for Three Trumpets, Theodore Presser.

Ses autres compositions, dont les 3 Pièces pour piano mécanique, incluant Circus Galop et Solfeggietto a cinque, d’après C. P. E. Bach, sont disponibles ici : Sorabji Archive.

## Discographie
Marc-André Hamelin a enregistré à ce jour (2011) plus de 84 disques, la plupart chez Hyperion. 
- Fête galante, mélodies de Fauré, Ravel, Debussy, Poulenc, Honegger, Vuillermoz, avec la soprano Karina Gauvin chez ATMA Classique, 1999.
- Nocturnes, Barcarolles de Fauré chez Hypérion, 2023. Diapason d’or

## Honneurs
- 1985 - Premier prix de la «Carnegie Hall International Competition for American Music»
- 1989 - Prix Virginia-Parker
- 1996 - Prix Juno
- 1997 - Prix Juno
- 1998 - Prix Juno
- 1998 - Prix Opus, interprète de l'année
- 1999 - Prix Juno
- 1999 - Prix Opus, personnalité de l'année
- 2001 - Docteur honoris causa de l'université Laval[1]
- 2002 - Gramophone Award
- 2002 - Australian Soundscape Award
- 2003 - Grand Prix international de l’Académie Franz-Liszt
- 2003 - Officier de l'Ordre du Canada
- 2004 - Chevalier de l'Ordre national du Québec
- 2004 - Prix international du disque, au MIDEM de Cannes